# Stanislas Virot de Sombreuil
Pour les articles homonymes, voir Virot.
Stanislas François Antoine de Virot de Sombreuil, né le 23 septembre 1768 au château de Leychoisier à Bonnac-la-Côte, (Haute-Vienne) et mort guillotiné le 17 juin 1794 à Paris, est un aristocrate et militaire français du XVIIIe siècle.

## Biographie
Fils de Charles François de Virot, marquis de Sombreuil, maréchal de camp puis gouverneur des Invalides, et de Marie-Madeleine des Flottes de l'Eychoisier.

### Carrière militaire
Reçu aux écoles royales militaires en 1776, il entre aux hussards de Bercheny le 15 février 1777. Passé cadet le 1er janvier 1779, il est promu au grade de sous-lieutenant le 16 juillet 1783 avant d'être nommé lieutenant à la compagnie de Montrichard le 1er février 1785
Capitaine du régiment de Septimanie en 1785, incorporé aux hussards de Saxe en 1788, puis à Conflans-Hussards stationné à Poissy, détaché comme aide de camp du général marquis de Sombreuil, aux Invalides le 1er avril 1791. Lieutenant de la 3e compagnie des gardes à cheval le 30 novembre 1791, il sera l'un des 200 gentilshommes qui défendront les Tuileries en juillet 1792. Capitaine de la garde nationale de Poissy le 3 septembre 1793.

### Arrestation et exécution
Il est envoyé à la prison de la Force en septembre 1793, rejoint par son père le 26 novembre, ils sont transférés, en décembre, à la prison de Port-libre (ex-Port-Royal).
Il fait partie des 54 accusés du procès qui suit l'attentat d'Henri Admirat contre Collot d'Herbois. Condamné à mort, le 29 prairial an II, par le tribunal révolutionnaire (Fouquier-Tinville) de Paris, comme complice de la faction de l'étranger, du soulèvement des prisons, de la tentative d'assassinat contre le représentant du Peuple Collot d'Herbois, il est conduit à l'échafaud de la place du Trône Renversé avec la chemise rouge des parricides. 
Comme celui de son père, guillotiné le même jour, son corps fut jeté, avec ceux des cinquante trois autres suppliciés, dans la fosse commune, aujourd'hui dans le cimetière de Picpus.